# GogolFest

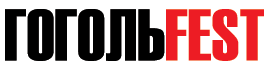
Logo GogolFest

Das GogolFest (ukrainisch Гогольфест) ist ein 2007 in Kiew initiiertes ukrainisches multidisziplinäres Festival der Gegenwartskunst, bei dem Kunst aus den Bereichen Theater, Musik, Kino, Literatur, Bildende Kunst dem Publikum dargeboten wird.
Benannt ist es im Vorgriff auf seinen 200. Geburtstag nach dem ukrainischen Schriftsteller Nikolai Wassiljewitsch Gogol. Gründer sind der Regisseur und Direktor des Zentrums für Gegenwartskultur „Dach“ Wladyslaw Trojizky (auch Vlad Troitsky) und Jewhen Utkin, Gründer der IT-Firma „Kwasar Mikro“. Eine wichtige Hauptperson des Festivals ist der unermüdliche Regisseur und Kurator Andriy Palatnyi.
Die ersten drei Veranstaltungen fanden im gerade der Kultur umgewidmeten Kunst-Arsenal in der Kiewer Innenstadt unweit des Kiewer Höhlenklosters statt, 2010 im Oleksandr-Dowschenko-Zentrum. Nachdem es 2011 ausgefallen war, fand das Festival ab 2012 für drei Jahre in der Experimental-Mechanik-Fabrik im Kiewer Stadtteil Wydubizkij statt, 2015–2016 im Expocenter Kiew, 2017 noch einmal im Dowschenko-Zentrum. Seither befindet es sich „auf Wanderschaft“: 2018 fand das Festival als Startup GOGOLFEST in Mariupol, 2019 in Mariupol und in Winnyzja – hier als Air GOGOLFEST – statt, außerdem gab es den GOGOL Train, 2019 und 2020 fand in Dnipro das DniPro GOGOLFEST statt, für 2020 waren unter dem Motto GogolFest inoculation als „kulturelle Impfungen“ Veranstaltungen in mehreren Städten der Ukraine geplant, in Cherson das Dream GOGOLFEST. An dem 2021 digital veranstalteten Festival nahmen mit der Berliner Theatergruppe „ogalala Kreuzberg“ erstmals Künstler aus Deutschland teil. Internationale Beteiligungen an dem Festival gibt es seit 2012. Nachdem das Festival anfangs im September stattgefunden hatte, hat sich inzwischen ein Veranstaltungstermin im März eingespielt.

## Auszeichnungen
- 2019/2020 unter den ersten fünf EFFE Awards Nominierten